# Julian Bell
Julian Heward Bell (4 febbraio 1908 – 18 luglio 1937) è stato un poeta e scrittore britannico, figlio di Clive e Vanessa Bell, la sorella maggiore di Virginia Woolf. Il rapporto di Julian con la madre è esplorato nel romanzo di Susan Sellers Vanessa e Virginia.

## Biografia
Julian Bell ebbe un fratello minore, lo scrittore Quentin Bell e una sorella, l'autrice e pittrice Angelica Garnett, alla quale solo dopo la morte di Julian fu rivelato di essere figlia illegittima di Vanessa e del pittore Duncan Grant. Bell, nato nel quartiere di St Pancras a Londra, crebbe principalmente a Charleston, Sussex. Fu educato a Leighton Park School e al King's College (Cambridge), dove aderì al movimento degli Apostoli. Fu amico di alcuni dei Cambridge Five, e talvolta rivendicato come amante di Anthony Blunt (nella serie della BBC Cambridge Spies appare come amnate di Guy Burgess). Dopo la laurea lavorò per ottenere una borsa di studio, senza successo.
Nel 1935 si recò in Cina, ricoprendo la cattedra di lingua inglese alla Wuhan University. Risalgono a questo periodo alcune lettere nelle quali descrive il suo rapporto con un'amante sposata, K.; l'identità di questa donna è diventata una questione delicata quando la scrittrice cino-britannica contemporanea Hong Ying ha pubblicato un romanzo intitolato K.: The Art of Love (K.: l'arte dell'amore) nel 1999. Tuttavia dopo un processo nel 2002 il libro è stato dichiarato da un tribunale cinese come "diffamante per il morto" ed è stato riscritto e ripubblicato dall'autrice l'anno successivo con il titolo L'amante inglese. 
Nel 1937 Bell, sempre più impegnato nel movimento socialista e antifascista, decise di prendere parte alla guerra civile spagnola. I genitori e la zia Virginia cercarono di dissuaderlo; infine lo persuasero a partecipare come autista di ambulanze, piuttosto che come soldato. Dopo appena un mese in Spagna fu ucciso nella battaglia di Brunete, all'età di 29 anni, colpito da schegge di bombe mentre era alla guida di un'ambulanza. Il fratello Quentin Bell, in suo onore ha chiamato con lo stesso nome uno dei suoi figli, Julian Bell Jr, scrittore, pittore e docente universitario; autore di un romanzo intitolato Mirror of the World: A New History of Art del 2007 (Specchio del Mondo: Una nuova Storia dell'arte).

## Opere
- Winter Movement (1930) poema
- We Did Not Fight: 1914-18 Experiences of War Resisters (1935) editore
- Work for the Winter (1936) poema
- Essays, Poems and Letters (1938) edito da Quentin Bell